# 格拉蒙 (阿韦龙省)
格拉蒙（法語：Gramond，法語發音：[ɡʁamɔ̃]）是法国阿韦龙省的一个市镇，属于罗德兹区。

## 地理
格拉蒙（44°15'54"N, 2°21'55"E）面积13.14 平方千米，位于法国奧克西塔尼大區阿韦龙省，该省份为法国南部内陆省份，位于法國中央高原南部，北起顺时针与康塔爾省、洛泽尔省、加尔省、埃罗省、塔恩省、塔恩-加龙省和洛特省接壤。
与格拉蒙接壤的市镇（或旧市镇、城区）包括：布萨克、巴拉克维尔、卡斯塔内、坎斯、鲁埃格地区索沃泰尔。

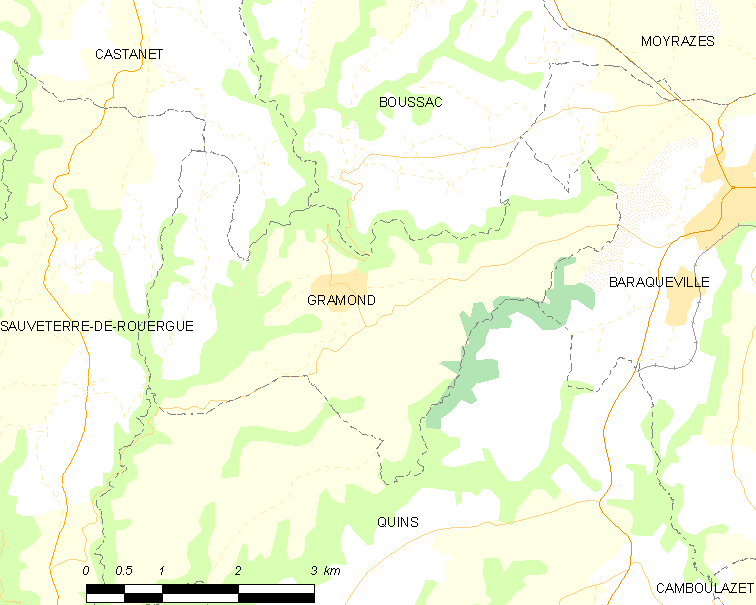
的OSM定位图

格拉蒙的时区为UTC+01:00、UTC+02:00（夏令时）。

## 行政
格拉蒙的邮政编码为12160，INSEE市镇编码为12113。

## 政治
格拉蒙所属的省级选区为塞奥尔-塞加拉县。

## 人口

1962-2008年间人口变化图示

格拉蒙于2022年1月1日时的人口数量为539人。